# Nävernäsan
Nävernäsan är ett naturreservat i Sollefteå kommun i Västernorrlands län.
Området är naturskyddat sedan 2016 och är 117 hektar stort. Reservatet omfattar toppen av Nävernäsan och dess sydvästsluttning. Reservatet består av barrskog med gamla tallar i branter samt i norr några mindre myrar.